# Mesua larnachiana
Mesua larnachiana är en tvåhjärtbladig växtart som först beskrevs av F. Müll., och fick sitt nu gällande namn av André Joseph Guillaume Henri Kostermans. Mesua larnachiana ingår i släktet Mesua och familjen Calophyllaceae. Inga underarter finns listade i Catalogue of Life.